# Ferramenta (fusteria)

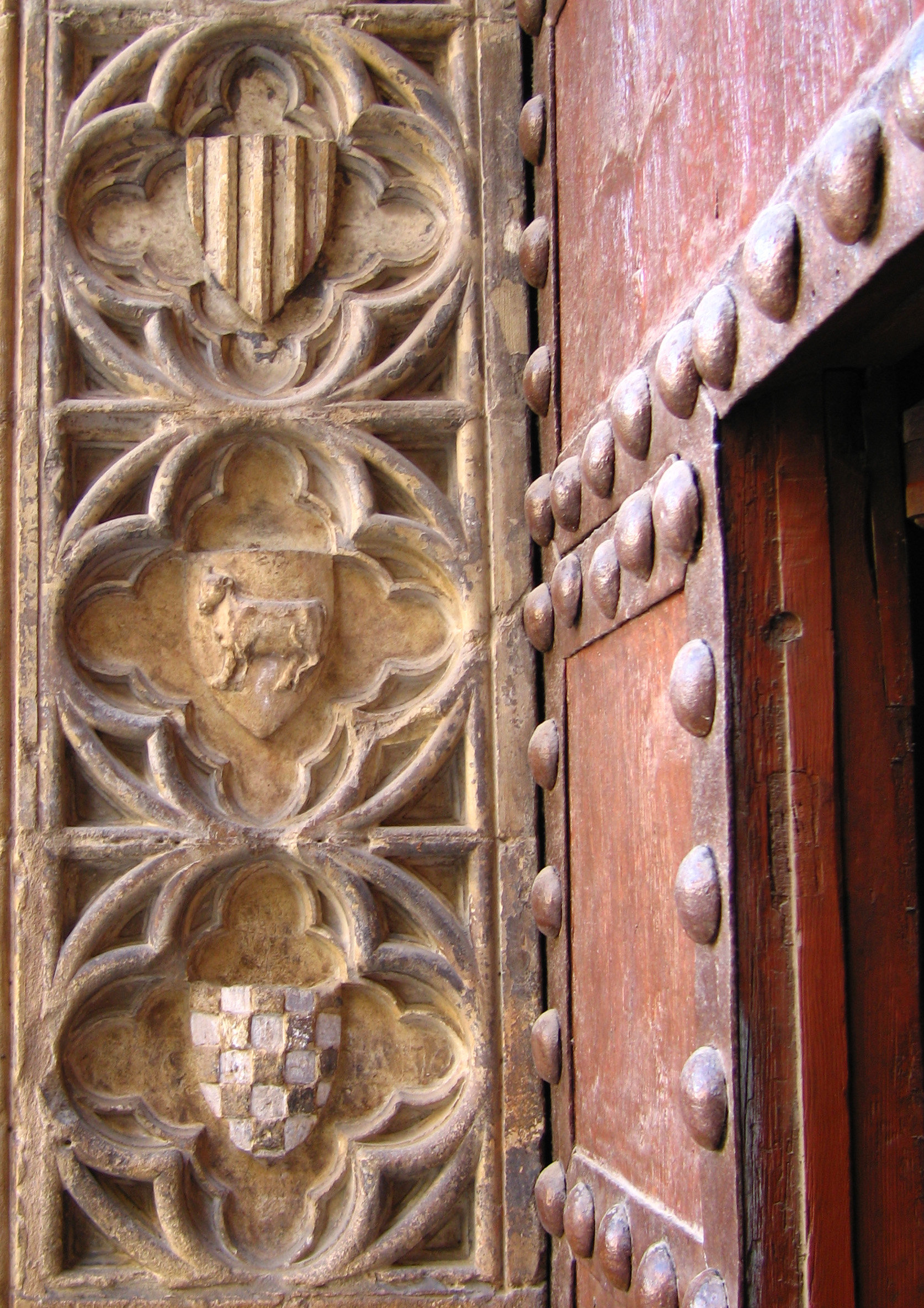
Ferramenta sobre la Porta dels Apòstols de la Seu de València

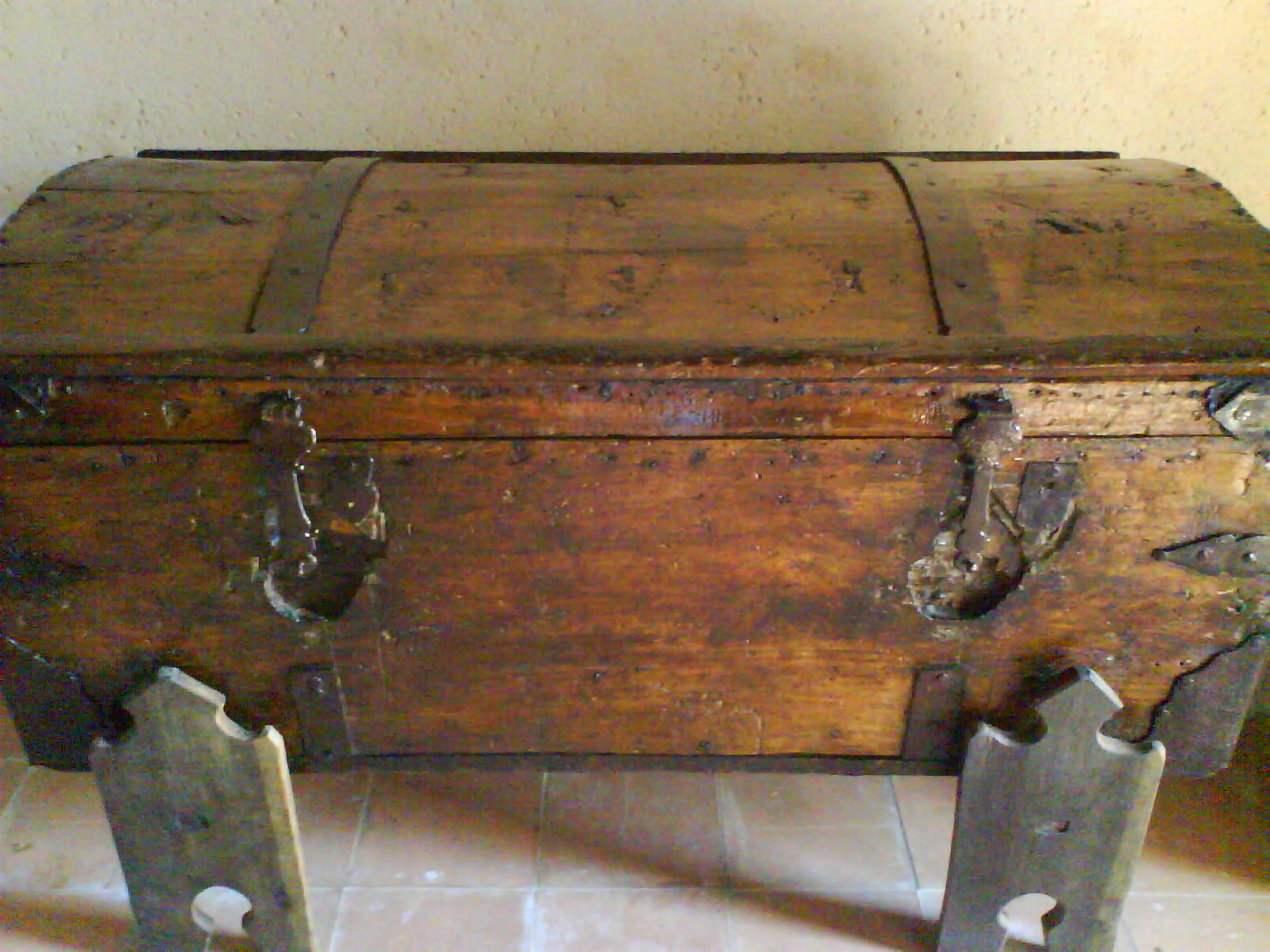
Ferramenta en un bagul del segle XVIII

La ferramenta són els elements de ferro o altres metalls, especialment el que va muntat sobre un element constructiu de fusta o metàl·lic. Particularment, és el guarniment de mobles o elements arquitectònics de fusta (com les portes o els cofres) que es realitza a base de claus i planxes de ferro o acer, que els reforça i manté units els taulers que els componen, o permet la seva manipulació, com en el cas de panys, manetes, tiradors o frontisses.